# 北河内郡

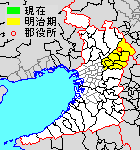
大阪府北河内郡の位置

北河内郡（きたかわちぐん）は、大阪府にあった郡。

## 郡域
1896年（明治29年）に行政区画として発足した当時の郡域は、守口市・枚方市・寝屋川市・大東市・門真市・四條畷市・交野市および大阪市鶴見区の大部分（概ね放出東・鶴見・緑を除く）にあたる。

## 歴史

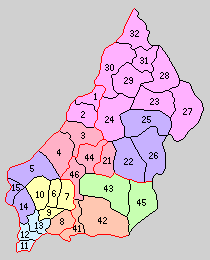
1.枚方町 2.蹉跎村 3.友呂岐村 4.九個荘村 5.庭窪村 6.大和田村 7.四宮村 8.南郷村 9.二島村 10.門真村 11.今津村 12.古宮村 13.諸堤村 14.三郷村 15.守口町 21.水本村 22.星田村 23.津田村 24.川越村 25.交野村 26.磐船村 27.氷室村 28.菅原村 29.山田村 30.牧野村 31.招提村 32.樟葉村 41.住道村 42.四条村 43.甲可村 44.豊野村 45.田原村 46.寝屋川村（水色：大阪市 左紫：守口市 桃：枚方市 赤：寝屋川市 橙：大東市 黄：門真市 緑：四條畷市 右紫：交野市）

- 明治29年（1896年）4月1日 - 郡制の施行のため、茨田郡・交野郡・讃良郡の区域をもって発足。郡役所が枚方町三矢（現・枚方市三矢町）の旧・枚方宿本陣跡に設置。（2町31村）
  - 旧・茨田郡（2町13村） - 枚方町、蹉跎村（現・枚方市）、友呂岐村、九個荘村（現・寝屋川市）、庭窪村（現・守口市）、大和田村、四宮村（現・門真市）、南郷村（現・大東市）、二島村、門真村（現・門真市）、今津村、古宮村、諸堤村（現・大阪市鶴見区）、三郷村、守口町（現・守口市）
  - 旧・交野郡（12村） - 水本村（現・寝屋川市）、星田村（現・交野市）、津田村、川越村（現・枚方市）、交野村、磐船村（現・交野市）、氷室村、菅原村、山田村、牧野村、招提村、樟葉村（現・枚方市）
  - 旧・讃良郡（6村） - 住道村、四条村（現・大東市）、甲可村（現・四條畷市）、豊野村（現・寝屋川市）、田原村（現・四條畷市）、寝屋川村（現・寝屋川市）
- 明治31年（1898年）4月1日 - 郡制を施行。
- 明治35年（1902年）
  - 4月1日 - 今津村が東成郡榎本村に編入。（2町30村）
  - 7月7日 - 諸堤村の一部（横堤の一部）が東成郡榎本村に編入。
- 大正12年（1923年）4月1日 - 郡会が廃止。郡役所は存続。
- 大正15年（1926年）7月1日 - 郡役所が廃止。以降は地域区分名称となる。
- 昭和7年（1932年）4月1日 - 甲可村が改称して四條畷村となる。
- 昭和10年（1935年）2月11日 - 牧野村・招提村が合併して殿山町が発足。（3町28村）
- 昭和10年（1935年）時点での当郡の面積は181.07平方km、人口は126,232人（男62,869人・女63,363人）[3]。
- 昭和11年（1936年）12月1日 - 三郷村が町制施行して三郷町となる。（4町27村）
- 昭和12年（1937年）1月1日 - 住道村が町制施行して住道町となる。（5町26村）
- 昭和13年（1938年）11月3日 - 枚方町・殿山町・山田村・樟葉村・川越村・蹉跎村が合併し、改めて枚方町が発足。（4町22村）
- 昭和14年（1939年）
  - 4月1日 - 門真村が町制施行して門真町となる。（5町21村）
  - 6月1日 - 諸堤村・古宮村が合併して茨田町が発足。（6町19村）
  - 7月1日 - 交野村・磐船村が合併して交野町が発足。（7町17村）
- 昭和15年（1940年）11月15日 - 津田村・氷室村・菅原村が合併して津田町が発足。（8町14村）
- 昭和18年（1943年）
  - 2月1日 - 九個荘村が町制施行して九個荘町となる。（9町13村）
  - 4月1日 - 友呂岐村・九個荘町・豊野村・寝屋川村が合併して寝屋川町が発足。（9町10村）
- 昭和21年（1946年）11月1日 - 守口町・三郷町が合併して守口市が発足し、郡より離脱。（7町10村）
- 昭和22年（1947年）
  - 7月1日 - 四條畷村が町制施行して四條畷町となる。（8町9村）
  - 8月1日 - 枚方町が市制施行して枚方市となり、郡より離脱。（7町9村）
- 昭和23年（1948年）4月1日 - 庭窪村が町制施行して庭窪町となる。（8町8村）
- 昭和26年（1951年）5月3日 - 寝屋川町が市制施行して寝屋川市となり、郡より離脱。（7町8村）
- 昭和27年（1952年）4月1日 - 四条村が町制施行して四条町となる。（8町7村）
- 昭和30年（1955年）
  - 4月1日 - 交野町・星田村が合併し、改めて交野町が発足。（8町6村）
  - 4月3日 - 茨田町が大阪市に編入。城東区の一部となる。（7町6村）
  - 10月15日 - 津田町が枚方市に編入。（6町6村）
- 昭和31年（1956年）
  - 4月1日 - 南郷村・住道町・四条町が合併して大東市が発足し、郡より離脱。（4町5村）
  - 9月30日 - 大和田村・四宮村・二島村が門真町に編入。（4町2村）
- 昭和32年（1957年）4月1日 - 庭窪町が守口市に編入。（3町2村）
- 昭和36年（1961年）
  - 6月25日 - 田原村が四條畷町に編入。（3町1村）
  - 6月28日 - 水本村が寝屋川市に編入。（3町）
- 昭和38年（1963年）8月1日 - 門真町が市制施行して門真市となり、郡より離脱。（2町）
- 昭和45年（1970年）7月1日 - 四條畷町が市制施行して四條畷市となり、郡より離脱。（1町）
- 昭和46年（1971年）11月3日 - 交野町が市制施行して交野市となる。同日北河内郡消滅。

### 変遷表
| 旧郡   | 明治22年4月1日 | 明治22年 - 明治45年                     | 大正1年 - 昭和19年                                  | 昭和20年 - 昭和29年     | 昭和30年 - 昭和63年                | 平成1年 - 現在 | 現在     |
| ------ | -------------- | --------------------------------------- | --------------------------------------------------- | ----------------------- | ---------------------------------- | -------------- | -------- |
| 茨田郡 | 枚方町         | 枚方町                                  | 枚方町                                              | 昭和22年8月1日 枚方市   | 枚方市                             | 枚方市         | 枚方市   |
| 茨田郡 | 蹉跎村         | 蹉跎村                                  | 昭和13年11月3日 枚方町に編入                        | 昭和22年8月1日 枚方市   | 枚方市                             | 枚方市         | 枚方市   |
| 交野郡 | 牧野村         | 牧野村                                  | 昭和10年2月11日 殿山町 昭和13年11月3日 枚方町に編入 | 昭和22年8月1日 枚方市   | 枚方市                             | 枚方市         | 枚方市   |
| 交野郡 | 招提村         | 招提村                                  | 昭和10年2月11日 殿山町 昭和13年11月3日 枚方町に編入 | 昭和22年8月1日 枚方市   | 枚方市                             | 枚方市         | 枚方市   |
| 交野郡 | 川越村         | 川越村                                  | 昭和13年11月3日 枚方町に編入                        | 昭和22年8月1日 枚方市   | 枚方市                             | 枚方市         | 枚方市   |
| 交野郡 | 樟葉村         | 樟葉村                                  | 昭和13年11月3日 枚方町に編入                        | 昭和22年8月1日 枚方市   | 枚方市                             | 枚方市         | 枚方市   |
| 交野郡 | 山田村         | 山田村                                  | 昭和13年11月3日 枚方町に編入                        | 昭和22年8月1日 枚方市   | 枚方市                             | 枚方市         | 枚方市   |
| 交野郡 | 津田村         | 津田村                                  | 津田村                                              | 昭和25年11月15日 津田町 | 昭和30年10月15日 枚方市に編入      | 枚方市         | 枚方市   |
| 交野郡 | 氷室村         | 氷室村                                  | 氷室村                                              | 昭和25年11月15日 津田町 | 昭和30年10月15日 枚方市に編入      | 枚方市         | 枚方市   |
| 交野郡 | 菅原村         | 菅原村                                  | 菅原村                                              | 昭和25年11月15日 津田町 | 昭和30年10月15日 枚方市に編入      | 枚方市         | 枚方市   |
| 交野郡 | 交野村         | 交野村                                  | 昭和14年7月1日 交野町                               | 交野町                  | 昭和46年11月3日 交野市             | 交野市         | 交野市   |
| 交野郡 | 磐船村         | 磐船村                                  | 昭和14年7月1日 交野町                               | 交野町                  | 昭和46年11月3日 交野市             | 交野市         | 交野市   |
| 交野郡 | 星田村         | 星田村                                  | 星田村                                              | 星田村                  | 昭和30年4月1日 交野町に編入        | 交野市         | 交野市   |
| 交野郡 | 水本村         | 水本村                                  | 水本村                                              | 水本村                  | 昭和36年6月28日 寝屋川市に編入     | 寝屋川市       | 寝屋川市 |
| 讃良郡 | 寝屋川村       | 寝屋川村                                | 昭和18年4月1日 寝屋川町                             | 昭和26年5月3日 寝屋川市 | 寝屋川市                           | 寝屋川市       | 寝屋川市 |
| 讃良郡 | 豊野村         | 豊野村                                  | 昭和18年4月1日 寝屋川町                             | 昭和26年5月3日 寝屋川市 | 寝屋川市                           | 寝屋川市       | 寝屋川市 |
| 茨田郡 | 友呂岐村       | 友呂岐村                                | 昭和18年4月1日 寝屋川町                             | 昭和26年5月3日 寝屋川市 | 寝屋川市                           | 寝屋川市       | 寝屋川市 |
| 茨田郡 | 九個荘村       | 九個荘村                                | 昭和18年2月1日 九個荘町 昭和18年4月1日 寝屋川町     | 昭和26年5月3日 寝屋川市 | 寝屋川市                           | 寝屋川市       | 寝屋川市 |
| 讃良郡 | 甲可村         | 甲可村                                  | 昭和7年4月1日 四條畷村                              | 昭和22年7月1日 四條畷町 | 昭和45年7月1日 四條畷市            | 四條畷市       | 四條畷市 |
| 讃良郡 | 田原村         | 田原村                                  | 田原村                                              | 田原村                  | 昭和36年6月25日 四條畷町に編入     | 四條畷市       | 四條畷市 |
| 讃良郡 | 四条村         | 四条村                                  | 四条村                                              | 昭和27年4月1日 四条町   | 昭和31年4月1日 大東市              | 大東市         | 大東市   |
| 讃良郡 | 住道村         | 住道村                                  | 昭和12年1月1日 住道町                               | 住道町                  | 昭和31年4月1日 大東市              | 大東市         | 大東市   |
| 茨田郡 | 南郷村         | 明治33年3月26日 一部が住道村に編入      | 昭和12年1月1日 住道町                               | 住道町                  | 昭和31年4月1日 大東市              | 大東市         | 大東市   |
| 茨田郡 | 南郷村         | 南郷村                                  | 南郷村                                              | 南郷村                  | 昭和31年4月1日 大東市              | 大東市         | 大東市   |
| 茨田郡 | 門真村         | 門真村                                  | 昭和14年4月1日 門真町                               | 門真町                  | 昭和38年8月1日 門真市              | 門真市         | 門真市   |
| 茨田郡 | 大和田村       | 大和田村                                | 大和田村                                            | 大和田村                | 昭和31年9月30日 門真町に編入       | 門真市         | 門真市   |
| 茨田郡 | 二島村         | 二島村                                  | 二島村                                              | 二島村                  | 昭和31年9月30日 門真町に編入       | 門真市         | 門真市   |
| 茨田郡 | 四宮村         | 四宮村                                  | 四宮村                                              | 四宮村                  | 昭和31年9月30日 門真町に編入       | 門真市         | 門真市   |
| 茨田郡 | 守口町         | 守口町                                  | 守口町                                              | 昭和21年11月1日 守口市  | 守口市                             | 守口市         | 守口市   |
| 茨田郡 | 三郷村         | 三郷村                                  | 昭和11年12月1日 三郷町                              | 昭和21年11月1日 守口市  | 守口市                             | 守口市         | 守口市   |
| 茨田郡 | 庭窪村         | 庭窪村                                  | 庭窪村                                              | 昭和23年4月1日 庭窪町   | 昭和32年4月1日 守口市に編入        | 守口市         | 守口市   |
| 茨田郡 | 古宮村         | 古宮村                                  | 昭和14年6月1日 茨田町                               | 茨田町                  | 昭和30年4月3日 大阪市城東区に編入  | 大阪市 鶴見区  | 大阪市   |
| 茨田郡 | 諸堤村         | 諸堤村                                  | 昭和14年6月1日 茨田町                               | 茨田町                  | 昭和30年4月3日 大阪市城東区に編入  | 大阪市 鶴見区  | 大阪市   |
| 茨田郡 | 諸堤村         | 明治35年7月1日 一部が東成郡榎本村に編入 | 大正14年4月1日 大阪市に編入                         | 大阪市 城東区           | 昭和49年7月22日 大阪市鶴見区に分区 | 大阪市 鶴見区  | 大阪市   |
| 茨田郡 | 今津村         | 明治35年7月1日 東成郡榎本村に編入       | 大正14年4月1日 大阪市に編入                         | 大阪市 城東区           | 昭和49年7月22日 大阪市鶴見区に分区 | 大阪市 鶴見区  | 大阪市   |

## 行政
歴代郡長
| 代 | 氏名       | 就任年月日                 | 退任年月日                 | 備考                   |
| -- | ---------- | -------------------------- | -------------------------- | ---------------------- |
| 1  | 向日保雄   | 明治29年（1896年）4月1日   | 明治33年（1900年）2月21日  |                        |
| 2  | 斎藤研一   | 明治33年（1900年）2月21日  | 明治43年（1910年）10月28日 |                        |
| 3  | 武藤剛     | 明治43年（1910年）10月28日 | 大正2年（1913年）5月27日   |                        |
| 4  | 市来俊輔   | 大正2年（1913年）5月27日   | 大正5年（1916年）11月22日  |                        |
| 5  | 菅原久太郎 | 大正5年（1916年）11月22日  | 大正7年（1918年）2月16日   | 死亡                   |
| 6  | 野村寿三郎 | 大正7年（1918年）3月17日   |                            |                        |
|    |            |                            | 大正15年（1926年）6月30日  | 郡役所廃止のため、廃官 |

## 関連文献
- 平尾兵吾『北河内郡史蹟史話』大阪府北河内郡教育会、1931年。NDLJP:1187533。